# 대한민국 민법 제1007조
대한민국 민법 제1007조는 공동상속인의 권리의무승계에 대한 민법 가족법 조문이다. 1990.1.13에 개정되었다.

## 조문
제1007조(공동상속인의 권리의무승계) 공동상속인은 각자의 상속분에 응하여 피상속인의 권리의무를 승계한다.

第1007條(共同相續人의 權利義務承繼) 共同相續人은 各自의 相續分에 應하여 被相續人의 權利義務를 承繼한다.

## 같이 보기
- 공동상속인